# Leucania albimacula
Leucania albimacula är en fjärilsart som beskrevs av M.Gaede 1916. Leucania albimacula ingår i släktet Leucania och familjen nattflyn. Inga underarter finns listade i Catalogue of Life.